# Aranciato
L'aranciato (nell'araldica francese chiamato orangé) è uno smalto araldico di colore arancione intenso, per essere distinguibile sia dall'oro, dal rosso e a volte persino dal cannellato.
Esso viene raramente utilizzato. Si trova occasionalmente nell'araldica inglese, catalana, sudafricana, nell'araldica civica francese, e nell'araldica militare statunitense. 
Secondo la regola di contrasto dei colori, l'aranciato non andrebbe messo su rosso, verde, azzurro, porpora o nero; ma invece andrebbe messo su argento ed oro, anche se quest'ultimo darebbe un effetto leggermente fastidioso, per la somiglianza che i due hanno.
Nella rappresentazione monocromatica l'aranciato è rappresentato da una serie di linee e punti verticali, rappresentando un incrocio tra le rappresentazioni monocromatiche di oro e rosso.
L'arancione indica ambizione, combinando l'energia del rosso e la felicità dell'oro, è associato alla gioia, alla luce solare, entusiasmo, felicità, creatività, determinazione, al successo ed è il colore dell'autunno e del raccolto.
In araldica, l'aranciato è simbolo di forza e di resistenza.
Un arancione scuro può significare inganno e sfiducia.
Un arancione tendente al rosso corrisponde al desiderio, alla passione, all'aggressività, alla sete per l'azione.

Aranciato
D'aranciato pieno
Differenza tra aranciato (sinistra) e oro (destra)
Di aranciato; al capo fusato di verde e d'oro (Tavel, Francia)
Scaccato di aranciato e d'argento (Le Sap, Francia)
Di aranciato, allo scaglione di verde, accompagnato da due conchiglie d'argento in capo e da una crocetta patente di rosso in punta (Brullioles, Francia)